# Momin Prohod
Momin Prohod (en búlgaro: Момин проход) es una ciudad de Bulgaria en la provincia de Sofía. Obtuvo su autonomía administrativa y estatus de ciudad en el año 2006.

## Geografía
Se encuentra a una altitud de 567 m s. n. m. a 69 km de la capital nacional, Sofía.

## Demografía
Según estimación 2012 contaba con una población de 1 625 habitantes.
|         | 2004 | 2005 | 2006  | 2007  | 2008  | 2009  | 2010  | 2011 |
| Mujeres |      |      | 837   | 835   | 832   | 824   | 807   | 840  |
| Varones |      |      | 753   | 749   | 746   | 737   | 736   | 764  |
| Total   |      |      | 1 590 | 1 584 | 1 578 | 1 561 | 1 543 | 1604 |